# Ria Jorink
Ria Jorink (Dalfsen, 4 januari 1920 - Zwolle, 18 mei 2002) was een Nederlandse kampbewaakster in de concentratiekampen Vught en Auschwitz.
Tijdens de Tweede Wereldoorlog leerde ze de SS'er Bernard Becker kennen, die haar overhaalde om als kampbewaakster in concentratiekamp Vught te gaan werken waar ze eind 1943 begon. Ze leerde daar haar latere vriendin en schoonzus Jacoba Roelofs kennen. Na twee maanden werden zowel Jorink als Roelofs overgeplaatst naar concentratiekamp Auschwitz.
Na de oorlog werd ze opgepakt en geïnterneerd in kamp De Roskam waar ze ook weer haar vriendin Jacoba Roelofs tegenkwam die daar ook gevangen was gezet. Bij haar rechtszaak in Zwolle op 21 april 1948 werd Jorink beschuldigd van collaboratie. Ze werd tot de relatief lichte straf van achttien maanden hechtenis voorwaardelijk veroordeeld, waarna ze onmiddellijk werd vrijgelaten.
In 1949 verloofde ze zich met oud-SS'er Bernard Becker (1920 - 1997)  en in 1952 trouwden ze. De broer van Ria Jorink, Herman Jorink, keerde in 1951 gewond terug uit Korea waar hij als soldaat diende tijdens de Koreaanse Oorlog. Later trouwde hij met Jacoba Roelofs, de vriendin van zijn zus.
Ria Jorink overleed op 18 mei 2002 op 82-jarige leeftijd in Zwolle.